# Macrosiphoniella cinerescens
Macrosiphoniella cinerescens är en insektsart som beskrevs av Hille Ris Lambers 1966. Macrosiphoniella cinerescens ingår i släktet Macrosiphoniella och familjen långrörsbladlöss. Inga underarter finns listade i Catalogue of Life.